# Malnbaden
Malnbaden is een plaats in de gemeente Hudiksvall in het landschap Hälsingland en de provincie Gävleborgs län in Zweden. De plaats is opgedeeld in twee småorter: Malnbaden (westelijk deel) (Zweeds: Mälnbaden (västra delen) en Malnbaden (oostelijk deel) Malnbaden (östra delen). Malnbaden (westelijk deel) heeft 111 inwoners (2005) en een oppervlakte van 26 hectare, Malnbaden (oostelijk deel) heeft 68 inwoners (2005) en een oppervlakte van 12 hectare.